# تپه کرج
تپه کرج مربوط به دوران پیش از تاریخ ایران باستان تا دوران‌های تاریخی پس از اسلام است و در شهرستان صحنه، بخش دینور، روستای کرج واقع شده و این اثر در تاریخ ۳۰ تیر ۱۳۸۴ با شمارهٔ ثبت ۱۲۲۰۸ به‌عنوان یکی از آثار ملی ایران به ثبت رسیده است.